# NUBIAN
NUBIAN（ヌビアン）は、株式会社Vaporsが運営する日本のセレクトショップ。ラグジュアリーストリートをベースに様々な衣料品ブランドを販売している。

## 概要
世界的なトップメゾンやストリートブランドを幅広く取り扱っており、日本や海外のアーティストからも支持を集めている。2005年に上野でオープンし、その後、原宿に進出。現在は原宿、渋谷PARCO、名古屋PARCOに3店舗を展開している。(上野店は2023年に閉店。)また、限定アイテムやデザイナーたちが発表するコレクションも展開しており、最新のトレンドを発信する場としても知られている。

## 歴史
2005年に上野にてオープン。当初はNUBIANのオーナーであるCOMBOが定期的にニューヨークへ旅行し、ブルックリンのヴィーニーズ・スタイルズなどで購入した衣服を日本に持ち帰り、販売していた。
その後、COMBOがブランド「HIMMY」を立ち上げ、制作したニューエラのカスタムキャップをニューヨークのショップに卸していた。販売したカスタムキャップはラッパーやミュージシャンたちから人気を博し、海外のコミュニティとのつながりが広まるようになる。
2010年頃からパリにも足を運ぶようになったが、当時は知名度や実績が少なかったため、アポイントを取らずにショールームを回っていた。
2013年に、Rick Owensが手がける「DRKSHDW」のスニーカーを買い付け、日本国内で100足程を一気に売り切ったことがきっかけとなり、DRKSHDW側から注目されるようになった。その後、DRKSHDWが日本の代理店にNUBIANの存在を伝え、日本国内での知名度が広がっていった。同時期に、エイサップ・ロッキーの出現がストリートファッションの人気を一気に押し上げ、それまでロックファッションを扱っていた媒体も、ヒップホップファッションを扱うようになった。
2018年4月に原宿店を裏原宿から現在の店舗へ移転リニューアルオープンした。店舗の設計はトラフ建築設計事務所が手掛けた。
その後2019年、渋谷パルコに新店舗をオープン。
2021年6月には「ジャーナル スタンダード（JOURNAL STANDARD）」などを手掛けるベイクルーズと資本業務提携の締結を発表。取得した株式数や株式保有比率、出資額はすべて非公表。
2022年4月に、名古屋パルコに新店舗をオープンし、上野店、原宿店、渋谷店に続く4店舗目で東京都外初出店となる。